# Palazzo Agostini (Pisa)

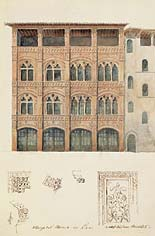
Albergo dell'Ussero (acquerello di Friedrich August Stüler (1838) - Kunstbibliothek Staatliche Museen zu Berlin)

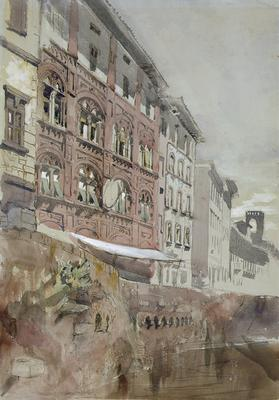
Palazzo Agostini (acquerello di John Ruskin - Pisa, 1845)

Documento del 16 dicembre 1944 con cui il consiglio delle Facoltà riunitosi in adunanza straordinaria, protesta col rettore contro la requisizione alleata del locale, chiedendone il suo rapido ripristino alle sue tradizioni universitarie e goliardiche

Palazzo Agostini, o Palazzo dell'Ussero, o Palazzo Rosso, è uno dei più bei palazzi sui lungarni pisani, sede del "Caffè dell'Ussero" dal 1775 e del "Cinema Lumière" dal 1899. Appartiene alla famiglia dei conti e patrizi pisani Agostini Fantini Venerosi della Seta.

## Palazzo Agostini
Nella prima metà del Trecento la famiglia degli Astajo fece costruire la propria dimora accorpando due case-torri più antiche accanto alla torre degli Assopardi e affidò la direzione dei lavori ad alcuni degli architetti più importanti del periodo, probabilmente allievi di Giovanni Pisano.
Fabio Redi afferma di riconoscere nelle decorazioni della facciata analogie con le sculture del Camposanto monumentale e della chiesa di Santa Maria della Spina ed ipotizza la mano di Giovanni di Balduccio o Lupo di Francesco, scultori attivi proprio in quegli anni a Pisa. Al posto della pietra, furono impiegati materiali più economici ma in grado di garantire un effetto scenografico altrettanto elegante, ovvero elementi modulari in terracotta, dal caratteristico colore rossiccio, che diedero il soprannome popolare di Palazzo Rosso all'edificio. La facciata, che pende leggermente verso destra a causa di un progressivo cedimento del terreno, è scandita in verticale da cinque pilastri in laterizio, che si prolungano dal livello della strada al tetto e sono rivestiti da formelle decorate con stemmi araldici e motivi fitomorfi. Al piano terra sono presenti quattro fondi con archi ribassati, che in origine ospitavano delle botteghe, mentre a quello superiore si aprono altrettante bifore e trifore, con colonnine in marmo.
Gli eredi di Jacopo e Filippo Astajo lo cedettero ad Antonio del fu Primo di Antonio Primi, cittadino fiorentino, nel 1447. Successivamente passerà in possesso alla famiglia fiorentina dei Visdomini che, il 25 gennaio 1465, lo cedette ai fratelli Antonio e Pietro, figli di Chelino di Piero da Capannoli, orefici pisani. Nicolao d'Alutine di Celino da Capannoli il 25 novembre 1496 lo cedette a Mariano e Pietro Agostini, appartenenti ad un casato di origine mercantile, specializzato nel commercio della seta, ascritto da lunga data al patriziato pisano. La famiglia, infatti, come ricorda Goro Stendardi in un suo noto saggio sulle antiche famiglie patrizie pisane «...già nel XII secolo era presente in Pisa tra le maggiori partecipanti nel governo della città; ebbe validissimi combattenti, armò galere per la lotta contro i pirati» e fu impegnata nel mondo degli affari e dei commerci a Pisa, Ancona, Palermo ed Anversa insieme ai Lanfranchi del Barbiere, cui era legata da antichi e stretti vincoli familiari.
Il primo documento dell'archivio privato della famiglia Agostini, che attesta la struttura dell'edificio, è l'atto di acquisto in cui si descrive il palazzo di San Martino alla Pietra composto «...di quattro solai ed un giardino d'agrumi con una torre in parte coperta ed in parte scoperta dietro detto palazzo e di quattro botteghe». Altra fonte storica è il Memoriale di Giovanni Portoveneri, che riporta le notizie delle distruzioni dei più importanti edifici cittadini causati dai bombardamenti compiuti dai Fiorentini il 2 ottobre 1495: «E Fiorentini tirano con passavolanti drento in Pisa, e passano drento in Pisa e passano sopra alle mura; e uno n'è dato nella casa degli Astai lungarno presso alla Pietra del Pesce, l'altro nel campanile di San Matteo, e uno nel campanile di San Martino (..)». È ricordato nella Cronaca di Buonaccorso di Neri Pitti che lo prese in locazione da Bindo, Jacopo e Filippo Astajo dal 25 aprile al 30 giugno 1411 s.p. per 48 fiorini d'oro.
La particolarità del palazzo, realizzato tra la metà del XIV e l'inizio del XV secolo, è la superficie esterna in laterizio, completamente decorata con elementi in cotto fitomorfi e antropomorfi oltre a simboli araldici. È uno dei principali esempi di architettura gotica civile in Toscana. Lo schema geometrico della facciata è segnato innanzitutto dai cinque pilastri che la scandiscono per tutta la lunghezza, prolungandosi dal portico al pian terreno fino al tetto. Il passaggio coperto lungo il Lungarno è caratterizzato da archi ribassati e volte, con le ghiere esterne finemente decorate da decori a rilievo che si presentano anche sui piani superiori.
Al primo piano si aprono quattro bifore, mentre a quello superiore sono sostituite nella parte destra da due trifore. Oltre lo stemma Agostini vi sono gli stemmi delle famiglie che si sono estinte negli Agostini (i "Fantini" di Marti, i "Venerosi" di Strido ed i "della Seta Gaetani Bocca" di Corliano). All'ultimo piano esisteva una loggia aperta, poi tamponata, descritta da John Ruskin.
Restaurato nel 1895 su progetto dell'architetto Angelo Giannini; il 12 maggio 1895 venne aggiunta la tettoia, realizzata da Luigi Corona su disegno dell'architetto Luigi Del Moro.

## Caffè dell'Ussero
Al piano terreno ha sede il "Caffè dell'Ussero", fondato il 1º settembre 1775, che ospita l'Accademia Nazionale dell'Ussero.
Il caffè - conosciuto nell'Ottocento anche come "Caffè delle Stanze" per il collegamento al piano superiore con il circolo delle Stanze Civiche (fondato l'8 agosto 1818) e "Caffè dell'Unione" - ospitò le riunioni del primo Congresso Italiano degli Scienziati nel 1839 ed ha le pareti coperte di ricordi dei suoi illustri frequentatori: Filippo Mazzei (l'italiano che suggerì uno degli emendamenti della costituzione americana: la ricerca della felicità), Francesco Domenico Guerrazzi, Antonio Guadagnoli, Giuseppe Giusti (che lo rese famoso nelle sue Memorie di Pisa), Renato Fucini, Enrico Panzacchi, Giosuè Carducci (primo italiano vincitore di un Premio Nobel), Cesare Abba, Giuseppe Montanelli, Alessandro D'Ancona (primo direttore del quotidiano La Nazione), Bino Sanminiatelli e molti altri personaggi quali Paolo Mascagni, Charles Didier (che vi ambientò il suo romanzo Chavornay), Giovanni Battista Niccolini, Pietro Bastogi, Carlo Bombrini, Pietro Gori, Enrico Ferri, Giovanni Gentile, Filippo Tommaso Marinetti, Giuseppe Lipparini, Luigi Puccianti, Titta Ruffo, Curzio Malaparte, Ezra Pound, Giovanni Gronchi, Mario Tobino, Mario Praz, Giovanni Spadolini, Enzo Carli, Indro Montanelli, Tiziano Terzani, Renata Tebaldi, Luigi Comencini, Arnoldo Foà, Carlo Azeglio Ciampi, Antonio Tabucchi, Romano Battaglia.
Il nome del caffè, riportato già in un contratto di affitto del 1799, deriva da ussero, variante toscana e letteraria di ussaro.
Requisito dalle Forze Armate Americane nel 1944, il locale venne riaperto come caffè-tabaccheria nel 1945 con il nome di "Usserino" nei locali adiacenti al vicolo del Tidi. 
Il caffè fu restaurato e riaperto negli attuali locali nel 1959 con la fondazione, il 9 settembre dello stesso anno, del "Sodalizio Culturale dell'Ussero". Nel novembre del 1969 il "Sodalizio Culturale dell'Ussero" si fonde con i Soci dell'"Accademia Pisana dell'Arte", già riconosciuta Ente Morale dalla Presidenza della Repubblica, l'8 marzo del 1966. Ma soltanto nel marzo del 1979 acquisisce l'attuale denominazione di "Accademia
Nazionale dell'Ussero di Arti, Lettere, Scienze".
Le periodiche conferenze si svolgono attualmente presso la sala di rappresentanza delle Edizioni ETS, al Caffè dell'Ussero continuano le riunioni del Consiglio Direttivo, che organizza gli eventi culturali e il lavoro amministrativo dell'associazione. 
Il caffè fa parte dei locali storici d'Italia.

## Cinema Lumière
Il retro del Palazzo ospita il "Cinema Lumière", il più antico cinema italiano rimasto per decenni in esercizio, che iniziò le proiezioni nella sala dei biliardi del "Caffè dell'Ussero" nel 1899. Ristrutturato il 15 dicembre 1905 dall'architetto Luigi Bellincioni sul retro del palazzo, dove sorgevano alcuni antichi edifici originariamente costituenti la chiesa di Sant'Ilario in Porta Aurea. Il 19 ottobre 1906 vi venne realizzato il primo esperimento di sonorizzazione di pellicole da parte del professore Pietro Pierini dell'Università di Pisa, brevettato dalla Fabbrica Pisana di Pellicole Parlate sotto la dizione "Sistema elettrico per sincronismo di movimenti" e, dopo averne migliorato il funzionamento, come "Isosincronizzatore".
Danneggiato dai combattimenti cittadini durante la Seconda Guerra Mondiale, il locale venne chiuso nel 1944 e riaperto nel 1946 con il nome di "Supercinema". Il cinema è stato chiuso definitivamente il 13 febbraio 2011.

## Altre immagini

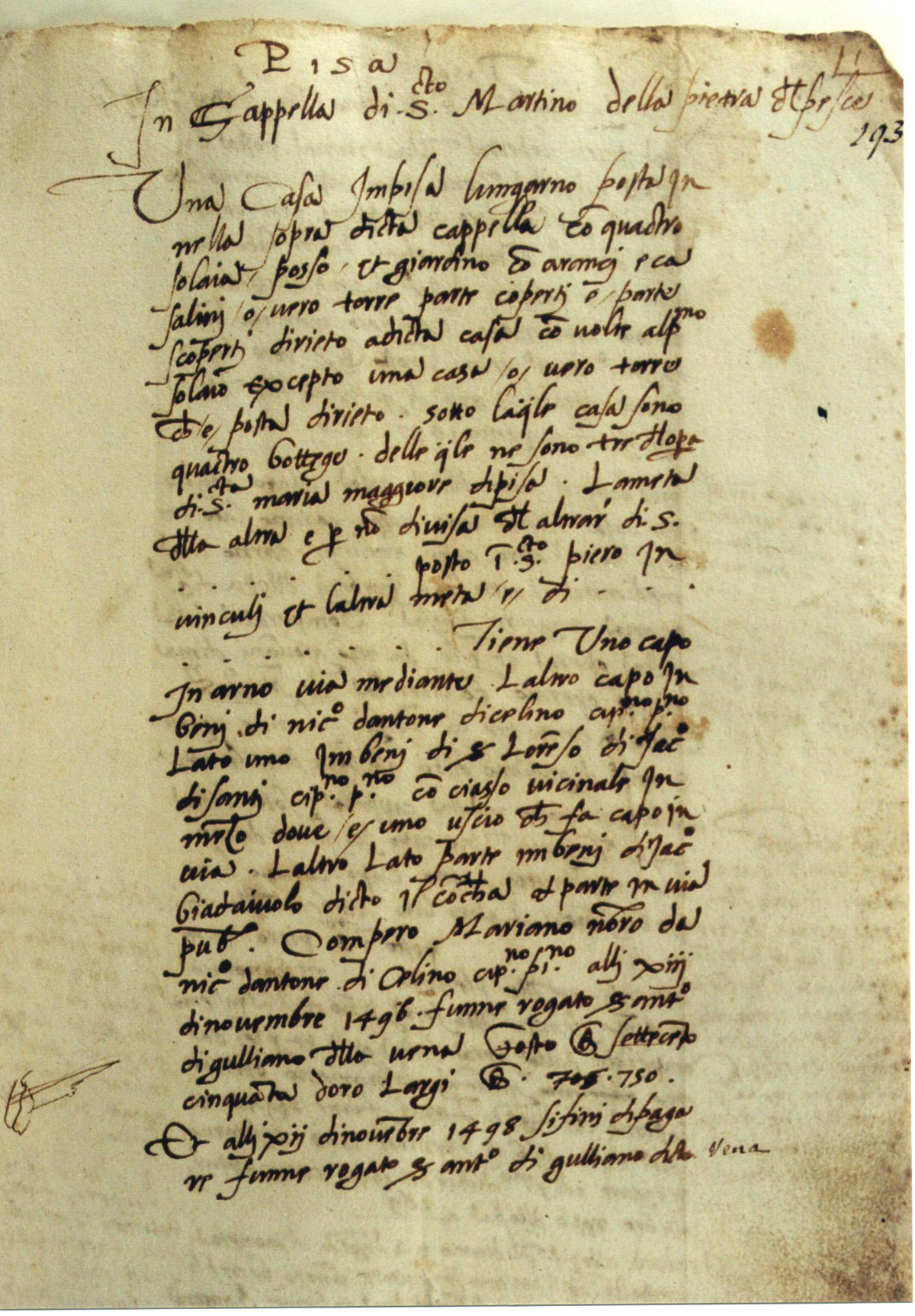
Atto di acquisto del palazzo (1496)
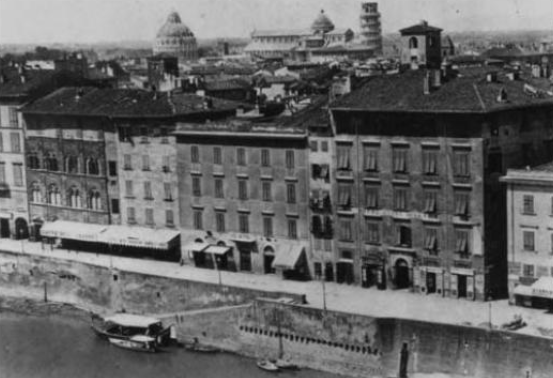
Il palazzo e il Lunagarno dell'hotel verso il 1860
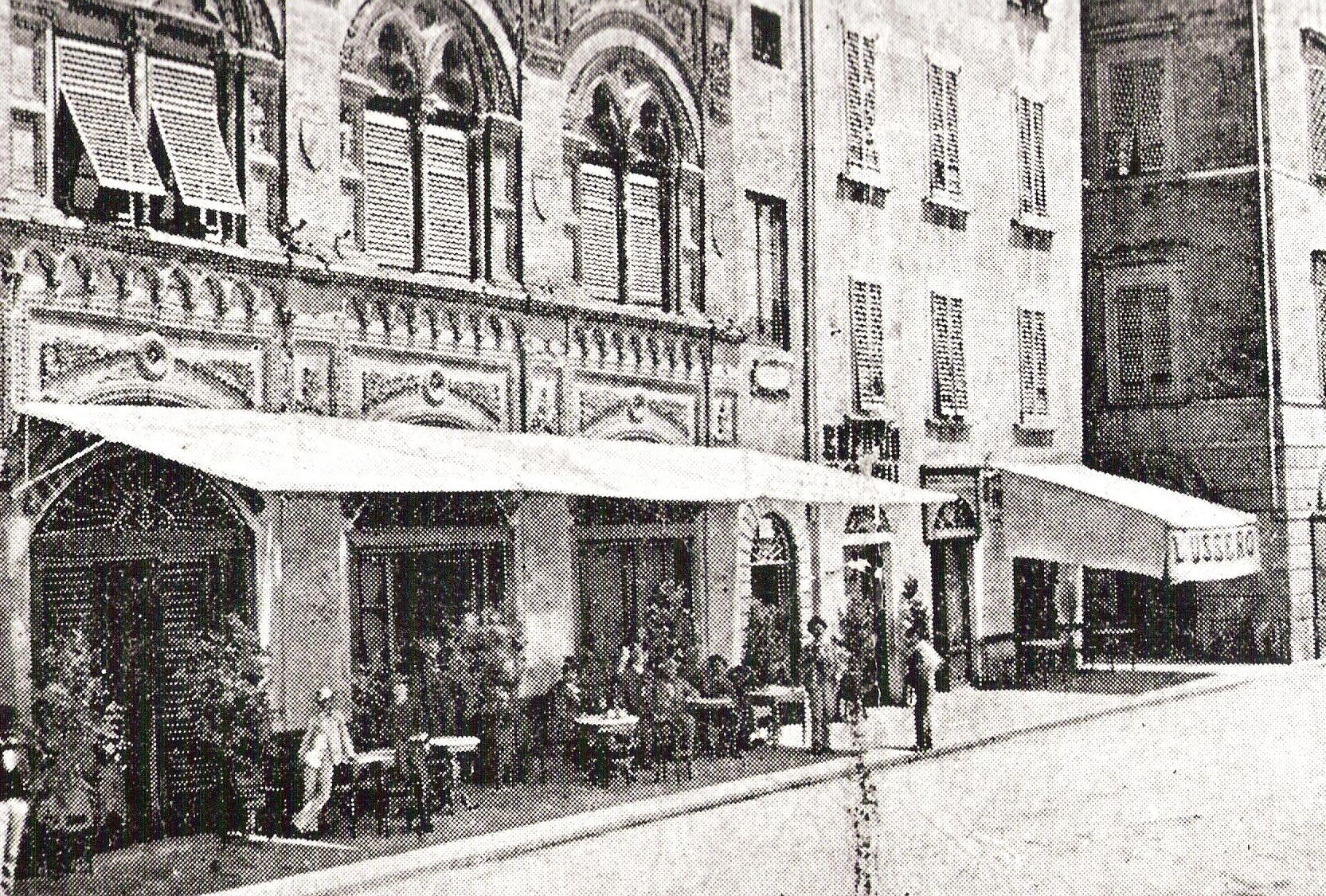
Caffè dell'Ussero nel 1869 (L'insegna nel Palazzo Tilli è quella dell'Albergo dell'Ussero)
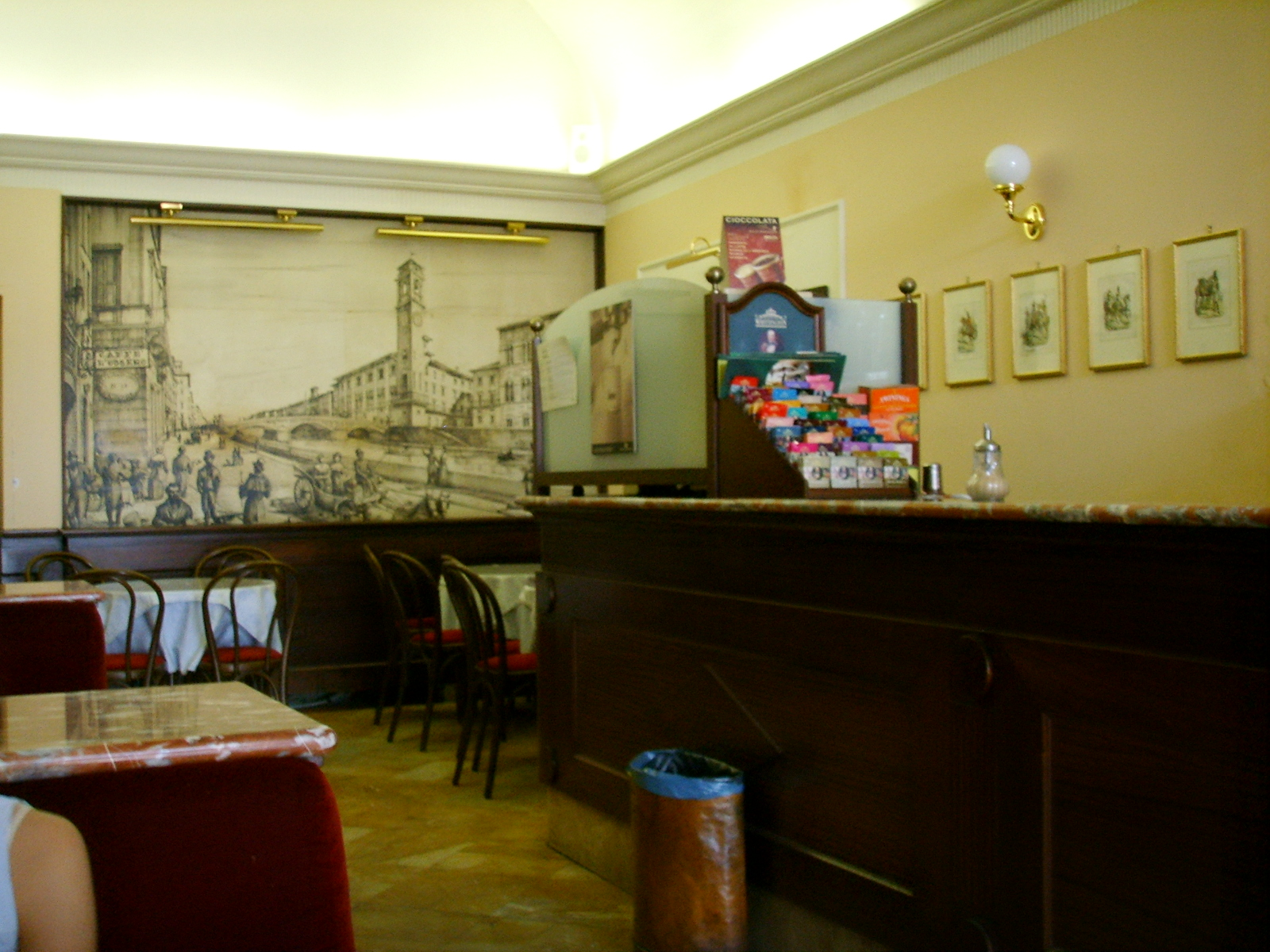
Il Caffè dell'Ussero
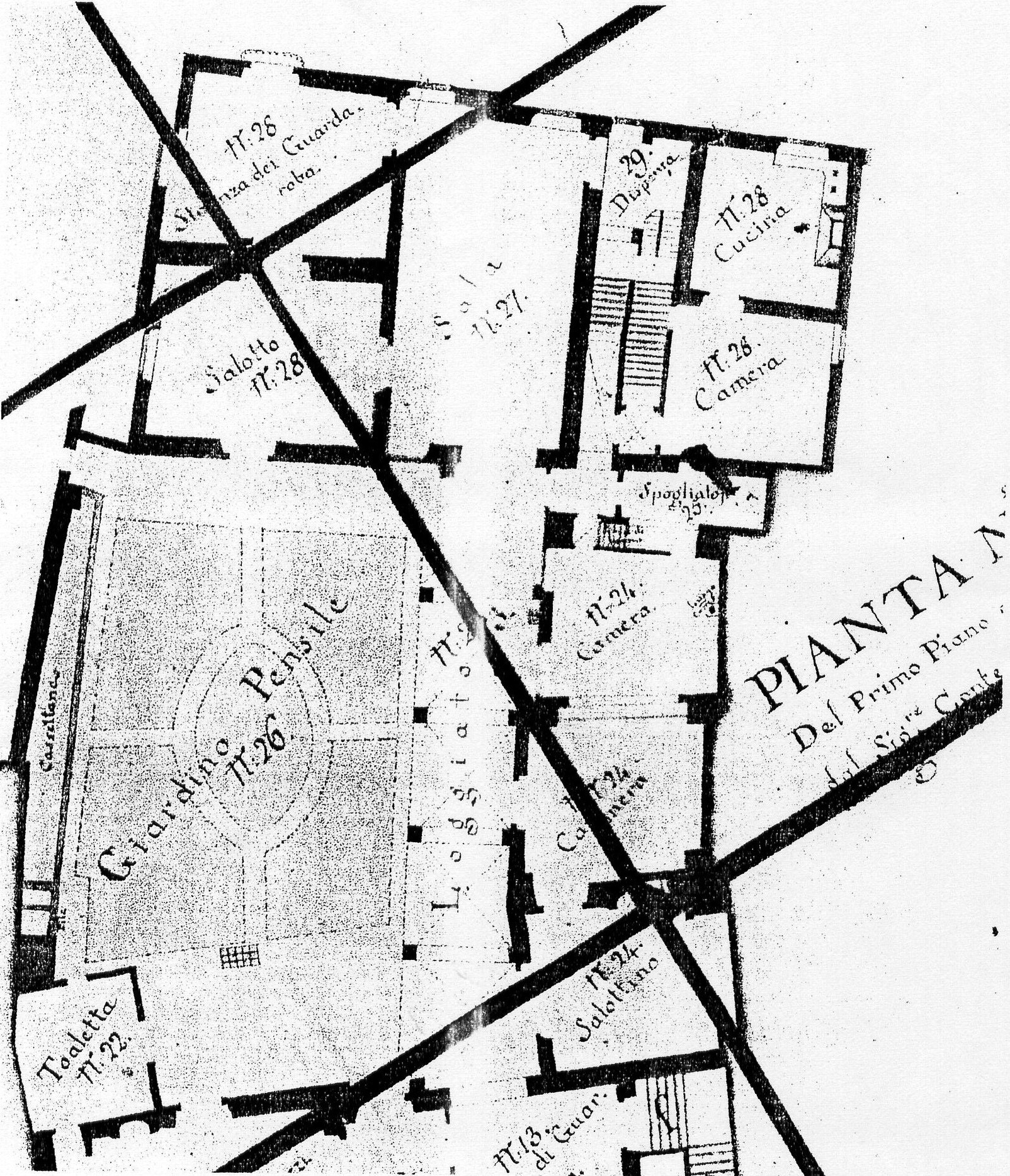
Giardino pensile del Palazzo dell'Ussero (1784)
Salone dei balli (1919)
Il palazzo nell'estate 1945, alla fine della seconda guerra mondiale
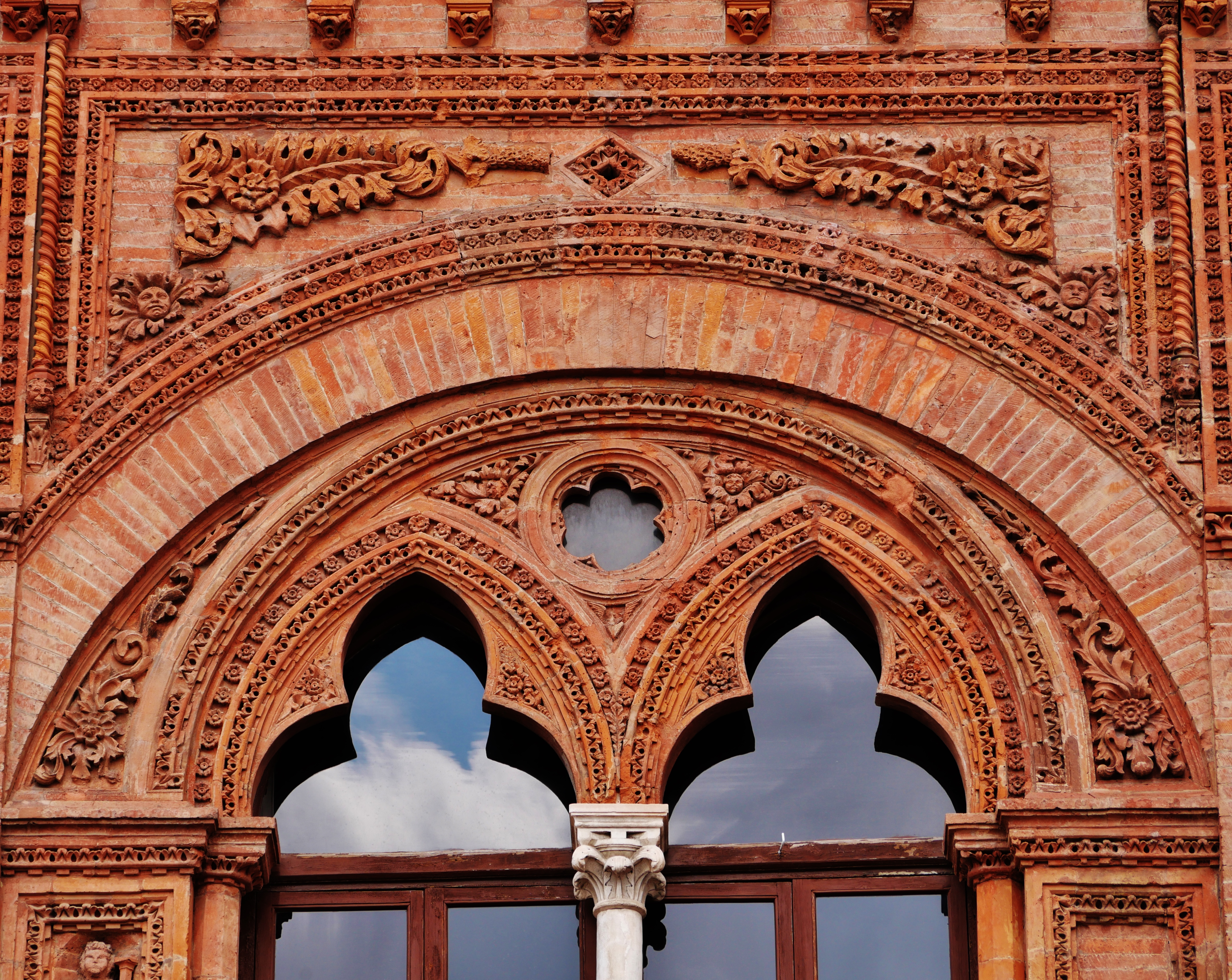
Dettaglio bifora
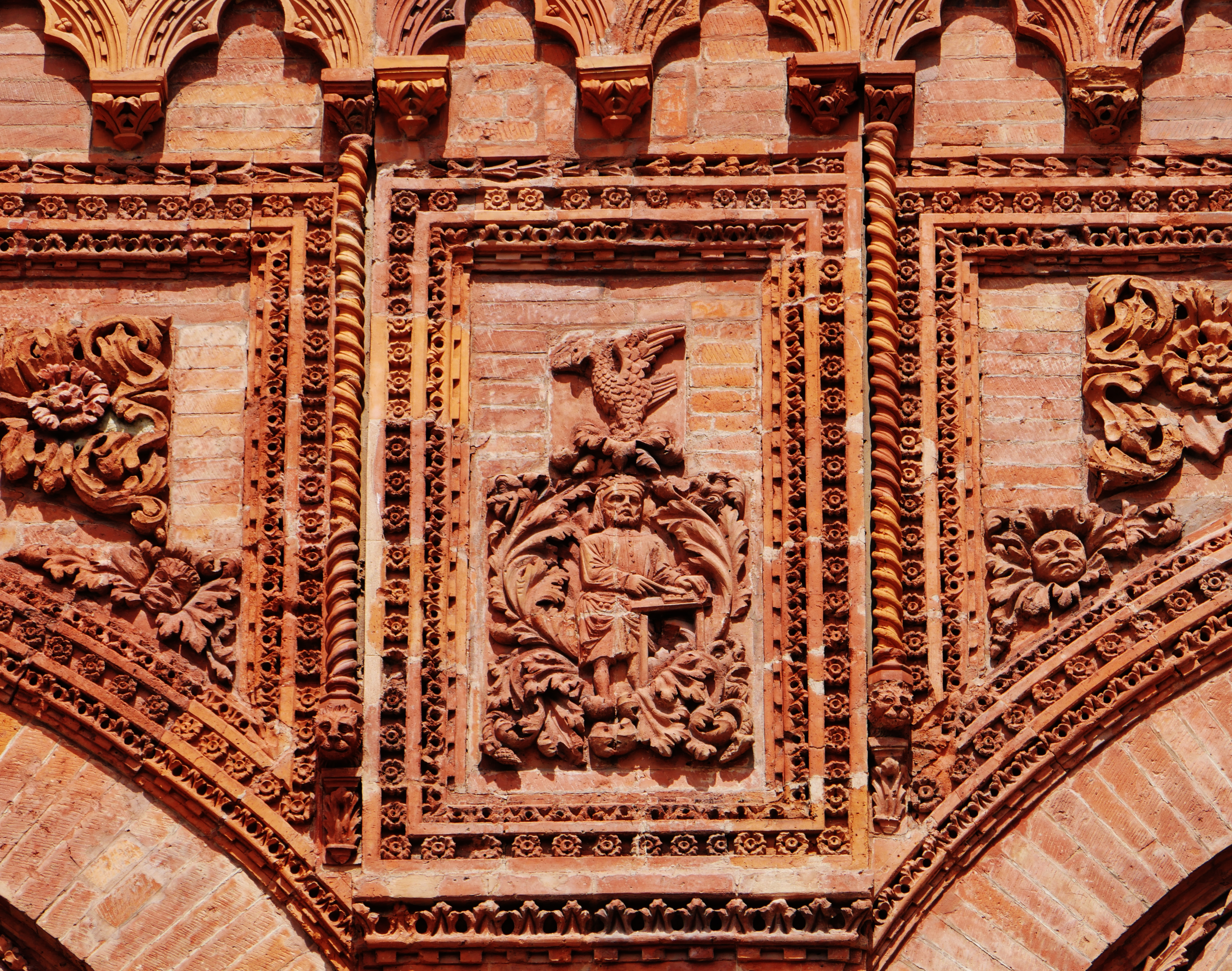
Dettaglio decorazioni